# アンドレアス・ベック
アンドレアス・ベック（Andreas Beck, 1987年3月13日 - ）は、ソビエト連邦・ケメロヴォ出身の元プロサッカー選手。現役時代のポジションはディフェンダー。

## 来歴

### クラブ

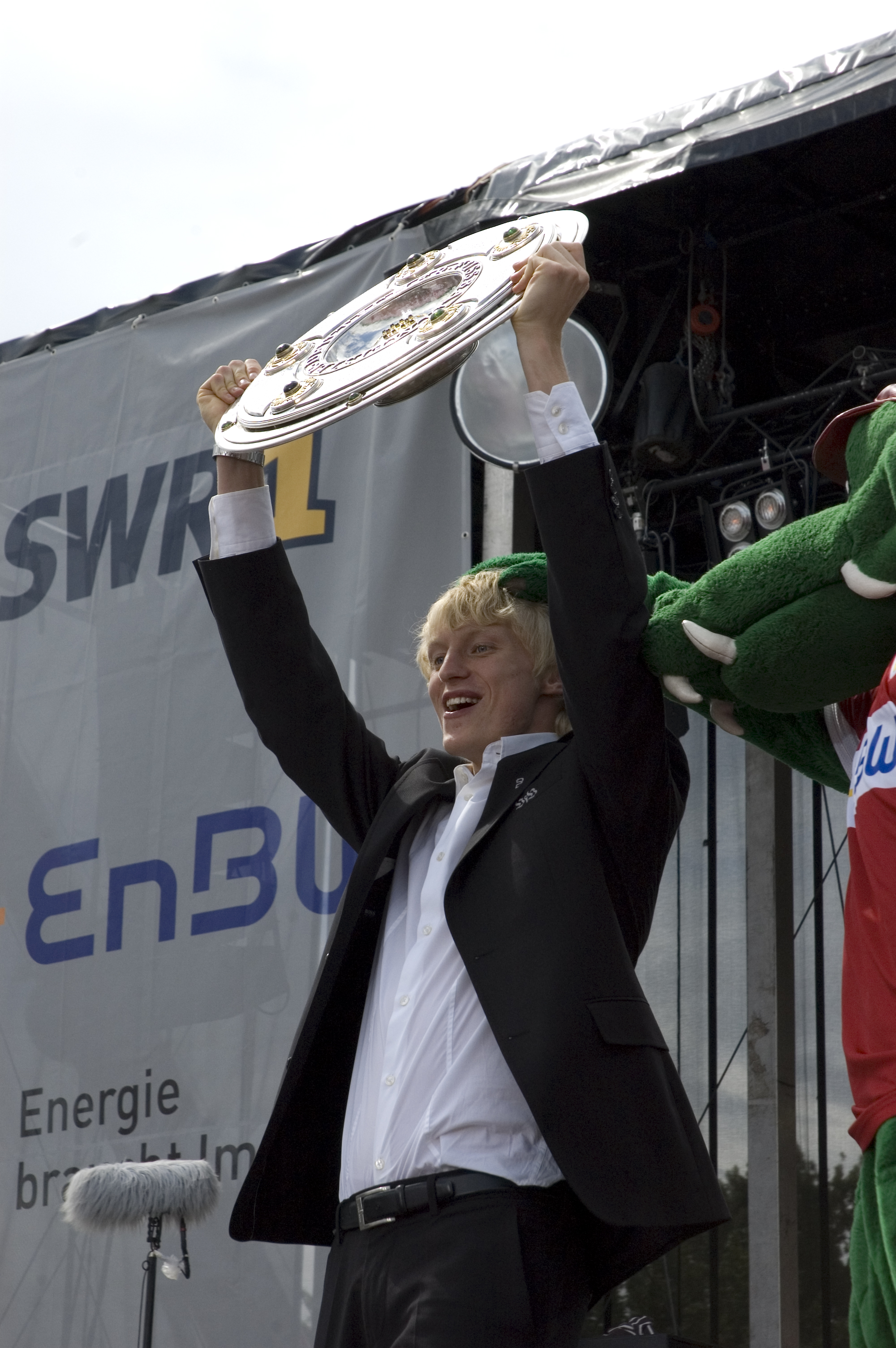
2007年、VfBシュトゥットガルト優勝時にマイスターシャーレ掲げて勝ち誇るベック

VfBシュトゥットガルトの下部組織出身で、2006年2月11日のアルミニア・ビーレフェルト戦でデビューした。2月16日、UEFAカップのミドルズブラFC戦に出場して欧州カップ戦初出場を記録した。同年10月27日のバイエル・レバークーゼン戦で初得点を挙げた。2008年6月、TSG1899ホッフェンハイムに移籍した。
2015年7月、ベシクタシュJKへ2018年6月までの3年契約で移籍した。
2017年8月31日、古巣のVfBシュトゥットガルトに復帰。
2019年6月14日、契約満了につき、シュトゥットガルトを退団することが発表された。
2019年7月4日、KASオイペンへフリーで移籍。契約期間は2022年6月までの3年間。

### 代表
2009年2月11日のノルウェー代表戦でドイツ代表デビューした。同年6月にはUEFA U-21欧州選手権に出場し、決勝でイングランドを破って優勝した。自身は準決勝のイタリア戦で決勝点を決めて勝ち上がりに貢献した。2010年5月6日、2010 FIFAワールドカップに向けたドイツ代表候補27名に選出された。

## エピソード
- 趣味は読書[6]。

## 所属クラブ
- 2006-2008  VfBシュトゥットガルト
- 2008-2015  TSG1899ホッフェンハイム
- 2015-2017  ベシクタシュJK
- 2017-2019  VfBシュトゥットガルト
- 2019-2022  KASオイペン

## タイトル

### クラブ
VfBシュトゥットガルト
- ブンデスリーガ : 2006-07

ベシクタシュJK
- スュペル・リグ : 2015-16, 2016-17

### 代表
U-21ドイツ代表
- UEFA U-21欧州選手権 : 2009

## 個人成績
2011-12シーズン終了時点
| 国内大会個人成績 | 国内大会個人成績   | 国内大会個人成績 | 国内大会個人成績 | 国内大会個人成績 | 国内大会個人成績 | 国内大会個人成績 | 国内大会個人成績 | 国内大会個人成績 | 国内大会個人成績 | 国内大会個人成績 | 国内大会個人成績 |
| 年度             | クラブ             | 背番号           | リーグ           | リーグ戦         | リーグ戦         | リーグ杯         | リーグ杯         | オープン杯       | オープン杯       | 期間通算         | 期間通算         |
| 年度             | クラブ             | 背番号           | リーグ           | 出場             | 得点             | 出場             | 得点             | 出場             | 得点             | 出場             | 得点             |
| ドイツ           | ドイツ             | ドイツ           | ドイツ           | リーグ戦         | リーグ戦         | リーグ杯         | リーグ杯         | DFBポカール      | DFBポカール      | 期間通算         | 期間通算         |
| ---------------- | ------------------ | ---------------- | ---------------- | ---------------- | ---------------- | ---------------- | ---------------- | ---------------- | ---------------- | ---------------- | ---------------- |
| 2006-07          | シュトゥットガルト | 2                | ブンデスリーガ   | 4                | 0                | -                | -                | 1                | 0                | 5                | 0                |
| 2007-08          | シュトゥットガルト | 2                | ブンデスリーガ   | 18               | 1                | -                | -                | 3                | 0                | 21               | 1                |
| 2008-09          | ホッフェンハイム   | 2                | ブンデスリーガ   | 29               | 0                | -                | -                | 2                | 0                | 31               | 0                |
| 2009-10          | ホッフェンハイム   | 2                | ブンデスリーガ   | 25               | 0                | -                | -                | 1                | 0                | 26               | 0                |
| 2010-11          | ホッフェンハイム   | 2                | ブンデスリーガ   | 33               | 0                | -                | -                | 4                | 0                | 37               | 0                |
| 2011-12          | ホッフェンハイム   | 2                | ブンデスリーガ   | 30               | 1                | -                | -                | 3                | 0                | 33               | 1                |
| 通算             | ドイツ             | ドイツ           | ブンデスリーガ   | 168              | 3                | -                | -                | 14               | 0                | 185              | 3                |
| 総通算           | 総通算             | 総通算           | 総通算           | 168              | 3                | -                | -                | 14               | 0                | 185              | 3                |